# Ucisz moje serce
Ucisz moje serce è il terzo singolo da solista della cantante pop polacca Sasha Strunin, pubblicato dall'etichetta discografica Sony BMG nel febbraio del 2010 ed estratto dal suo album di debutto Sasha.